# Taned Benyapad
Taned Benyapad (thailändisch ธเนศ เบญพาด, * 4. Januar 1993 in Kanchanaburi) ist ein thailändischer Fußballspieler.

## Karriere
Taned Benyapad erlernte das Fußballspielen in der Jugendmannschaft des Chonburi FC in Chonburi. Nach der Jugend spielte er beim Sriracha FC, Pattaya United FC, Phuket FC und Banbueng FC. Bis Ende 2019 stand er beim Thai Honda FC unter Vertrag. Der Verein aus der thailändischen Hauptstadt Bangkok spielte in der zweiten Liga, der Thai League 2. In der Saison 2019 absolvierte er 27 Spiele für den Klub. Nachdem Thai Honda Ende 2019 bekannt gab, dass man sich aus der Liga zurückzieht, verließ er den Club und schloss sich dem Zweitligisten Sisaket FC aus Sisaket an. Nach sechs Monaten verließ er Sisaket und ging nach Nong Bua Lamphu, wo er sich dem Ligakonkurrenten Nongbua Pitchaya FC anschloss. Im März 2021 feierte er mit Nongbua die Zweitligameisterschaft und den Aufstieg in die erste Liga. Nach dem Aufstieg verließ er den Verein und schloss sich dem Drittligisten Nakhon Si United FC an. Am Ende der Saison 2021/22 feierte er mit dem Verein aus Nakhon Si Thammarat die Vizemeisterschaft der Region. Als Vizemeister nahm er an der National Championship der dritten Liga teil. Hier belegte man den dritten Platz und stieg in die zweite Liga auf. Nach dem Aufstieg verließ er den Verein und schloss sich im Juni 2022 dem Erstligaaufsteiger Lampang FC an. Für den Verein kam er in der Hinrunde 2022/23 nicht zum Einsatz. Zur Rückrunde wechselte er im Januar 2023 zum Drittligisten Samut Songkhram FC. Mit dem Klub aus Samut Songkhram spielte er in der Rückrunde zehnmal in der Western Region der Liga. Im Sommer 2023 nahm ihn der in der Bangkok Metropolitan Region spielenden Drittligist Samut Sakhon City FC unter Vertrag. Für den Verein aus Samut Sakhon bestritt er 13 Ligaspiele. Zu Beginn der Saison 2024/25 wechselte er im August 2024 zum Zweitligisten Pattaya United FC. Am Ende der Saison 2024/25 belegte er mit Pattaya den 16. Tabellenplatz und musste somit in die dritte Liga absteigen.

## Erfolge
Nongbua Pitchaya FC
- Thailändischer Zweitligameister: 2020/21  ▲

Nakhon Si United FC
- Thai League 3 – South: 2021/22 (Vizemeister)
- National Championship: 2021/22 (3. Platz)  ▲